# Nikola Karczewska
Nikola Karczewska (Zielonka, 16 ottobre 1999) è una calciatrice polacca, attaccante della Lazio e della nazionale polacca.

## Carriera

### Club
Karczewska inizia a giocare con l'UKS Ząbkovia Ząbki, prima di passare all'SMS Łódź, con cui debutta in prima squadra, nel 2015.
Nel 2019, passa al Górnik Łęczna, nella massima serie polacca. Nella sua prima stagione con il club, contribuisce alla vittoria sia del campionato, sia della coppa nazionale, nonché alla qualificazione per la UEFA Women's Champions League.
Il 14 luglio 2021, viene ingaggiata a titolo definitivo dal Fleury, nella massima serie francese. Il 25 settembre 2021, ha segnato il suo primo gol con il club francese, decidendo la sfida di campionato contro il Soyaux (1-0). Lungo la stagione, segna dieci reti in 22 partite di campionato, contribuendo al quarto posto finale della squadra.
Il 29 luglio 2022, passa a titolo definitivo al Tottenham, nella massima serie inglese, con cui firma un contratto biennale, con opzione per un'ulteriore stagione. Lungo l'annata 2022-2023, l'attaccante colleziona 19 presenze e quattro reti in tutte le competizioni.
Il 5 settembre 2023, viene ceduta in prestito per una stagione al Bayer Leverkusen, nella massima serie tedesca. Lungo la stagione 2023-2024 mette a referto dieci reti e due assist in 20 presenze in campionato, risultando la miglior marcatrice del club. Nel giugno del 2024 l'attaccante ha lasciato il Tottenham, in seguito al mancato esercizio dell'opzione per il rinnovo del suo contratto.
Il 28 giugno 2024, passa a titolo definitivo al Milan, in Serie A, con cui firma un contratto biennale, valido a partire dal 1º luglio seguente. Il 29 settembre seguente, segna la sua prima rete in rossonero, nella vittoria per 2-1 in campionato contro la Lazio. Durante la sua unica stagione a Milano, realizza quattro reti in 22 partite fra campionato e coppa.
Il 9 luglio 2025, passa a titolo definitivo alla Lazio, sempre in Serie A.

### Nazionale
Il 14 giugno 2019 Karczewska debutta con la nazionale maggiore polacca, partendo da titolare nell'amichevole contro la Slovacchia, persa per 1-0.
Il 7 aprile 2022 segna il suo primo gol in nazionale, per poi realizzare in tutto sei reti nell'arco del match, nella partita delle qualificazioni ai Mondiali del 2023 contro l'Armenia, vinta per 12-0.

## Statistiche

### Presenze e reti nei club
Statistiche aggiornate al 5 maggio 2025.
| Stagione             | Squadra              | Campionato           | Campionato | Campionato | Coppe nazionali | Coppe nazionali | Coppe nazionali | Coppe continentali | Coppe continentali | Coppe continentali | Altre coppe | Altre coppe | Altre coppe | Totale | Totale |
| Stagione             | Squadra              | Comp                 | Pres       | Reti       | Comp            | Pres            | Reti            | Comp               | Pres               | Reti               | Comp        | Pres        | Reti        | Pres   | Reti   |
| -------------------- | -------------------- | -------------------- | ---------- | ---------- | --------------- | --------------- | --------------- | ------------------ | ------------------ | ------------------ | ----------- | ----------- | ----------- | ------ | ------ |
| 2019-2020            | Górnik Łęczna        | EL                   | 12         | 13         | CP              | ?               | ?               | UWCL               | 3                  | 3                  | -           | -           | -           | 15+    | 16+    |
| 2020-2021            | Górnik Łęczna        | EL                   | 22         | 23         | CP              | ?               | ?               | UWCL               | 4                  | 1                  | -           | -           | -           | 26+    | 24+    |
| Totale Górnik Łęczna | Totale Górnik Łęczna | Totale Górnik Łęczna | 34         | 36         | -               | ?               | ?               | -                  | 7                  | 4                  | -           | -           | -           | 41+    | 40+    |
| 2021-2022            | Fleury               | D1                   | 22         | 10         | CF              | 4               | 0               | -                  | -                  | -                  | -           | -           | -           | 26     | 10     |
| 2022-2023            | Tottenham            | WSL                  | 14         | 2          | FAW             | 2               | 0               | -                  | -                  | -                  | WLC         | 3           | 2           | 19     | 4      |
| 2023-2024            | Bayer Leverkusen     | FB                   | 20         | 10         | CG              | 3               | 3               | -                  | -                  | -                  | -           | -           | -           | 23     | 13     |
| 2024-2025            | Milan                | A                    | 20         | 4          | CI              | 2               | 0               | -                  | -                  | -                  | -           | -           | -           | 22     | 4      |
| 2025-2026            | Lazio                | A                    | 0          | 0          | CI              | 0               | 0               | -                  | -                  | -                  | AWC         | -           | -           | 0      | 0      |
| Totale carriera      | Totale carriera      | Totale carriera      | 110        | 62         | -               | 11+             | 3+              | -                  | 7                  | 4                  | -           | 3           | 2           | 131+   | 71+    |